# Вибори Верховного Архієпископа Києво-Галицького 2011

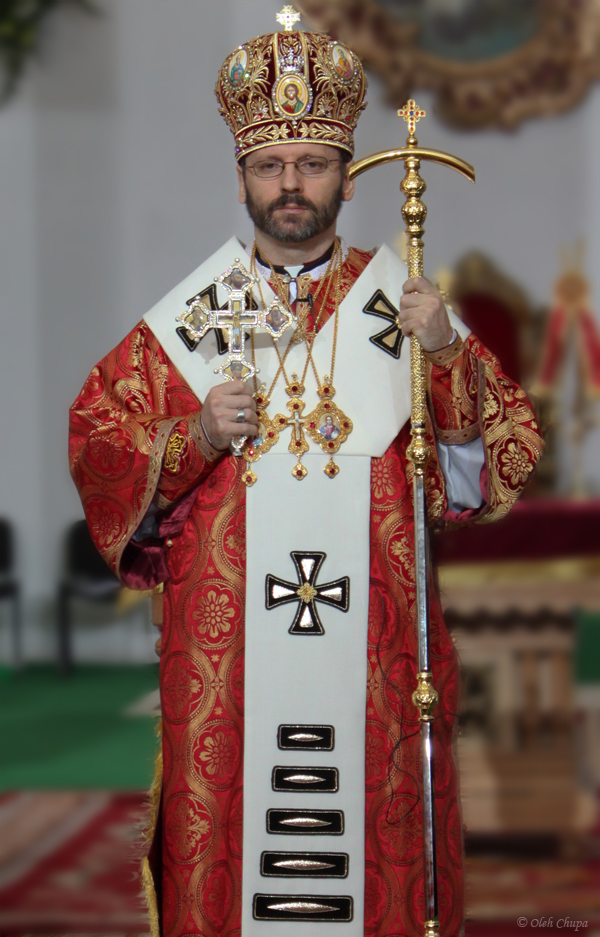
Новообраний Верховний Архієпископ Святослав Шевчук. 2011 р.

Вибори Верховного Архієпископа Києво-Галицького у 2011 році — процедура зміни Глави Української греко-католицької церкви після зречення з уряду кардинала Любомира Гузара. Регулюється приписами канонічного права (Кодексом Канонів Східних Церков і канонами Партикулярного права УГКЦ).

## Вакансія Архієпископа
Згідно з приписами канонічного права посада Верховного Архієпископа може стати вакантною внаслідок його зречення або смерті. Зречення з уряду вступає в силу після того, як його прийме Синод Єпископів УГКЦ після консультації з Папою Римським (або сам Папа Римський, якщо зречення було подане на його ім'я, як це мало місце у випадку Любомира Гузара) і офіційно повідомить про це того, хто зрікся.
9 лютого 2011 року українські ЗМІ повідомили, що Глава УГКЦ Любомир Гузар подав у відставку.
10 лютого 2011 року, о 13:00 год. київського часу, прес-служба Святого Престолу офіційно повідомила, що Папа Римський Бенедикт XVI прийняв зречення Блаженнішого Любомира Гузара з уряду Верховного Архієпископа Києво-Галицького. Годиною пізніше цю новину під час прес-конференції підтвердив сам Любомир Гузар.

## Адміністратор Української Греко-Католицької Церкви

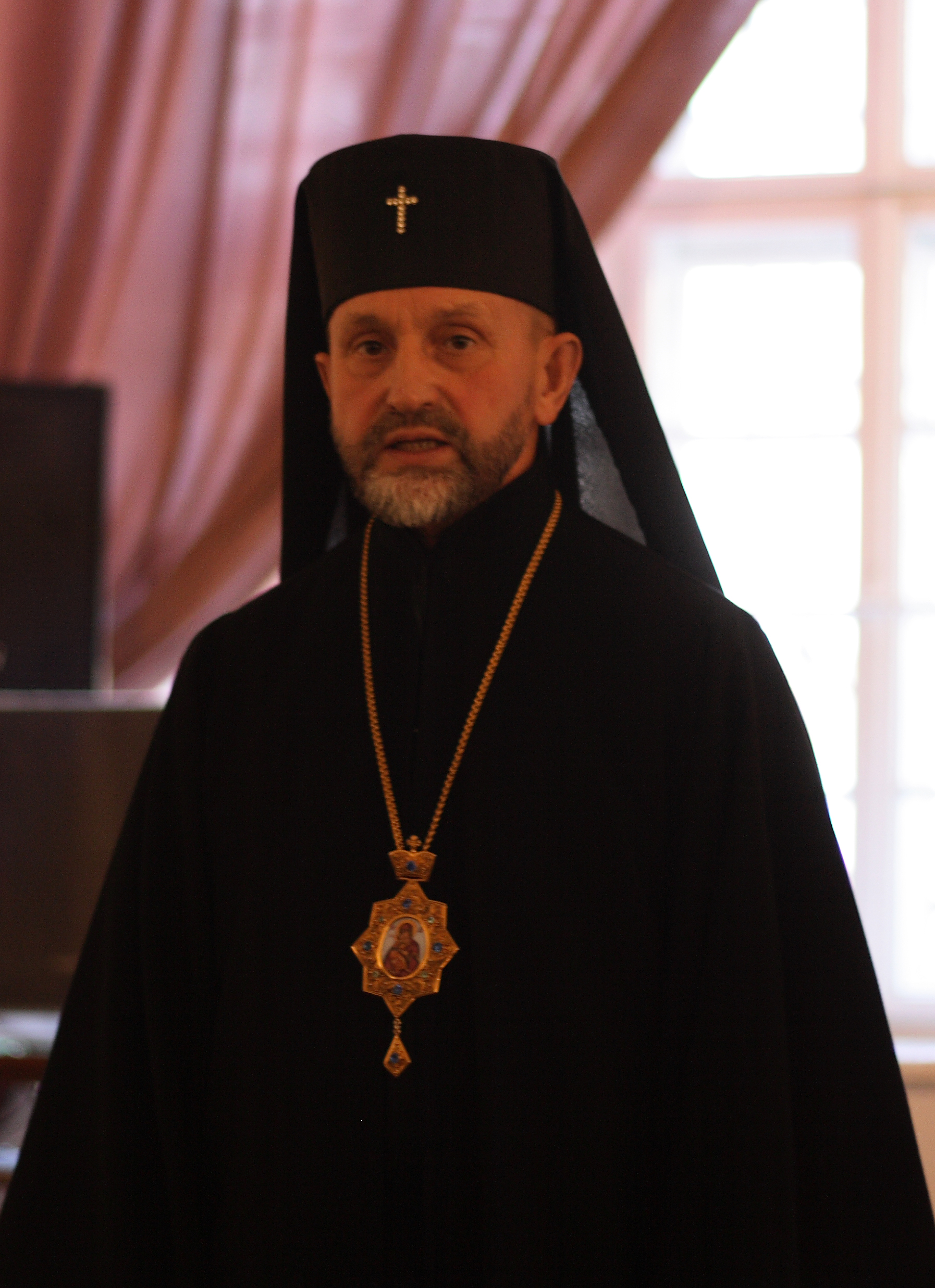
Архієпископ Ігор Возьняк — адміністратор УГКЦ під час вакантності престолу Верховного Архієпископа

За приписами канонів Партикулярного права УГКЦ, коли престол Верховного Архієпископа Києво-Галицького стає вакантним з будь-яких причин, тимчасовим адміністратором УГКЦ, до виборів нового Верховного Архієпископа, стає так званий прототроній (єпископ найстаршої єпархії УГКЦ на території України), тобто архієпископ Львівський. Таким чином адміністратором УГКЦ став архієпископ Ігор Возьняк.
До обов'язків адміністратора належить тимчасове управління звичайними справами Церкви, скликання виборчого Синоду, головування під час виборчого Синоду. Однак він не має права приймати найважливіші рішення, які вимагають згоди Синоду Єпископів (наприклад, створення нових єпархій, переміщення єпископів тощо). У період вакантності престолу Верховного Архієпископа прототроній має першість перед усіма єпископами УГКЦ. У відношенні до Київської архієпархії (єпархії Верховного Архієпископа), а також ставропігійних монастирів (наприклад, Унівської Лаври), адміністратор має ті самі права, що має адміністратор будь-якої вакантної єпархії. Під час вакантності престолу Верховного Архієпископа протосинкел і синкели (перший заступник і заступники єпископа) Київської архієпархії зберігають свій уряд (на відміну від інших єпархій, у яких при вакантності престолу протосинкел і синкели, якщо не є єпископами, автоматично втрачають уряд). Також адміністратор не має права усунути їх з уряду і не може запроваджувати нічого нового.

## Процедура вибору Верховного Архієпископа Києво-Галицького
Звичайною процедурою обрання Верховного Архієпископа є вибори на Синоді Єпископів. Усім іншим особам, які не є членами Синоду, заборонено будь-яким чином втручатись у хід виборів чи то перед Синодом, чи під час його тривання.

### Скликання виборчого Синоду
Адміністратор Церкви повинен повідомити всім єпископам даної Церкви про вакантність престолу та скликати єпископів на Синод для виборів. Виборчий Синод повинен відбутися впродовж двох місяців від дня вакантності престолу. Синод зазвичай відбувається у резиденції Верховного Архієпископа, але Адміністратор Церкви, за згодою Постійного Синоду, може визначити інше відповідне місце (у 2011 році — Реколекційний центр у Брюховичах, оскільки резиденція Верховного Архієпископа в Києві поки що перебуває на стадії будівництва).

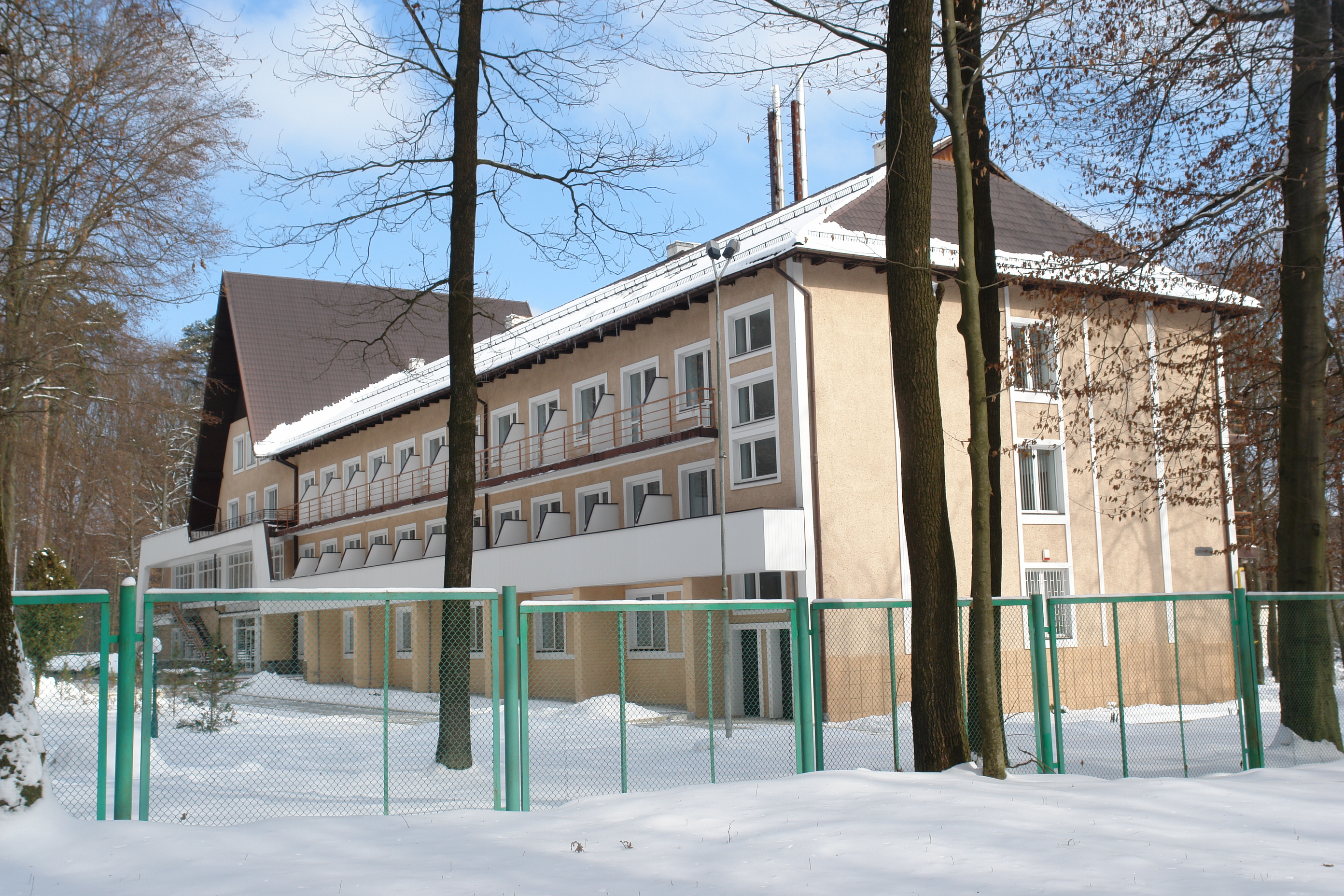
Реколекційний центр ім. патріарха Йосифа Сліпого в Брюховичах — місце проведення виборчого Синоду Єпископів УГКЦ 2011

На Синод повинні бути скликані всі єпископи УГКЦ з України і з-за кордону. Усі єпископи, які на момент скликання Синоду виконують свій уряд у Церкві, суворо зобов'язані до участі в Синоді. Якщо єпископ вважає, що має поважну перешкоду, яка не дозволяє йому брати участь у Синоді, він повинен письмово повідомити про цю перешкоду. Про достатність перешкоди вирішують єпископи, зібрані на Синоді, на початку його засідань. Єпископи, які за віком або з іншої поважної причини вже зреклися свого уряду, мають право, але не мають обов'язку участі в Синоді. Мінімальний кворум для того, щоб визнати Синод канонічним — дві третини від тих, які мають обов'язок участі в Синоді, за винятком тих, які мають законну перешкоду (у 2011 році кворум становив 24 єпископи).

### Хто може стати Верховним Архієпископом
Канонічне право вимагає, щоб кандидат на посаду Верховного Архієпископа відзначався сильною вірою, побожністю, розсудливістю та іншими чеснотами, мав добру репутацію, був неодружений, мав принаймні сорок років життя і принаймні десять років перебував у сані пресвітера, був доктором або ліценціатом, або принаймні знавцем якоїсь священної науки. Верховного Архієпископа звичайно обирають з-поміж єпископів, однак члени Синоду можуть обрати також неодруженого пресвітера з відповідними даними. Попереднього висунення і обговорення конкретних кандидатур не передбачено.

### Хід Синоду, право голосу, голосування
Головує на Синоді Адміністратор УГКЦ. Два єпископи, наймолодші єпископською хіротонією, є членами лічильної комісії (під час виборчого Синоду Єпископів УГКЦ 2011 року наймолодшими за хіротонією були єпископи Венедикт Алексійчук і Йосиф Мілян). Постійний Секретар Синоду (у 2011 році — єпископ Богдан Дзюрах) є також секретарем виборчого Синоду. Усі присутні мають суворий обов'язок зберігати таємницю стосовно усіх питань, що стосуються виборів, упродовж і після Синоду.
Усі члени Синоду Єпископів, які прибули у визначений час на Синод, мають право голосу під час виборів. Кожен єпископ має право тільки на один голос (навіть якщо він виконує єпископські функції у кількох різних єпархіях). Голосування через уповноваженого або листом заборонене. У залі для виборів можуть бути присутні тільки члени Синоду (в УГКЦ навіть Секретар і члени лічильної комісії мають бути єпископами). Якщо хтось із членів Синоду захворів би під час виборів, але був би присутній у будинку, де відбуваються вибори, члени лічильної комісії зобов'язані прийняти його голос у письмовій формі. Щоб голос був дійсним, він повинен бути вільним (без жодної форми примусу), таємним (не дозволяється голосування підняттям рук або іншим аналогічним способом), певним (з бюлетеня має однозначно випливати, за кого проголосував виборець), абсолютним (не можна додавати жодних умов до свого голосу), визначеним (не можна голосувати за кількох осіб одночасно). Умови, додані до голосу перед голосуванням, вважаються недоданими. Після кожного голосування насамперед підраховується кількість бюлетенів і порівнюється її з кількістю присутніх. Якщо ці числа неоднакові, дане голосування проголошується недійсним, і проводиться поновне голосування. Потім підраховуються голоси, віддані за кожного з кандидатів. Після кожного підрахунку бюлетені знищують.
За приписами Партикулярного права УГКЦ, під час виборів Верховного Архієпископа обраним слід вважати того, хто отримав дві третини голосів всіх присутніх. Якщо впродовж трьох голосувань ніхто не отримав потрібної кількості голосів, тоді четверте голосування проводиться для двох кандидатів, які в третьому голосуванні отримали більшість голосів; з цих двох кандидатів обраним є той, хто отримав більшість голосів. У випадку рівності голосів у третьому або четвертому голосуванні перемагає старший за єпископською хіротонією (а якщо й за хіротонією вони рівні, то старший за пресвітерським рукоположенням).

### Прийняття вибору з боку обраного
Після того, як один із кандидатів набере необхідну кількість голосів, якщо він є єпископом, принаймні офіційно проголошеним, адміністратор УГКЦ запитує його, чи він приймає вибір (якщо обрано адміністратора, то запитування проводить єпископ, найстарший за єпископською хіротонією). Якщо обраний не є єпископом, то спочатку потрібно зробити все, що необхідне для єпископського проголошення (в тому числі отримати згоду Папи Римського на те, щоб даний пресвітер був єпископом), а вже згодом запитувати обраного про прийняття вибору на уряд Верховного Архієпископа.
Упродовж двох днів обраний повинен прийняти або відхилити вибір. Відхилення вибору або відсутність відповіді після двох днів призводить до абсолютної втрати прав, пов'язаних з обранням, однак та сама особа може бути знову обрана.

### Затвердження виборів, проголошення та інтронізація нового Верховного Архієпископа
Якщо обраний приймає вибір, Синод повинен офіційно синодальним листом повідомити Папу Римського про проведення і результат виборів, а обраний єпископ повинен надіслати власноручного листа до Папи з проханням про затвердження виборів. Після отримання затвердження він складає перед Синодом Єпископів визнання віри й обітницю ревно виконувати свій уряд, а після проголошення його обрання проводиться його урочисте введення на престол (інтронізація).
Якщо у затвердженні відмовлено, то нові вибори мають відбутись протягом часу, встановленого Папою Римським.
Вибори мають свої часові рамки. Якщо впродовж п'ятнадцяти днів від початку Синоду вибори з якоїсь причини не відбулися б, справа передається на розсуд Папи Римського. У такому випадку він може сам іменувати нового Верховного Архієпископа або призначити нові вибори.
Після інтронізації новообраного Верховного Архієпископа адміністратор УГКЦ повинен якнайскоріше подати йому звіт про своє адміністрування під час вакантності престолу.

## Скликання виборчого Синоду Єпископів УГКЦ
17 лютого 2011 року, під час прес-конференції у Києві, адміністратор УГКЦ повідомив про те, що Синод Єпископів УГКЦ почне вибори нового Глави УГКЦ 21 березня в Реколекційному центрі імені патріарха Йосипа Сліпого в селищі Брюховичі біля Львова. Відповідний декрет з цього приводу 11 лютого 2011 року в Києві, при Патріаршому соборі Воскресіння Христового, підписав адміністратор Української Греко-Католицької Церкви архієпископ Ігор Возьняк.

## Підготовка до проведення виборчого Синоду
16 лютого 2011 року адміністратор УГКЦ архієпископ Ігор Возьняк звернувся до всіх вірних УГКЦ із закликом до молитви за успішне проведення виборчого Синоду Єпископів Української Греко-Католицької Церкви, який доручив прочитати у всіх храмах УГКЦ в неділю, 20 лютого 2011 року. У ньому він запросив усіх вірних до особистої і спільної «щирої молитви, щоб Дух Господній вказав на цю особу, подібно як в давнину — на пророка Давида (пор. 1 Сам. 16, 12), та помазав новообраного Предстоятеля як свого обранця та провідника Божого люду Української Греко-Католицької Церкви».
Перед початком Синоду отець-доктор Борис Ґудзяк, ректор Українського католицького університету, провів короткі реколекції для владик.
24—25 лютого 2011 року у Брюховичах відбулася нарада єпископів Києво-Галицького Верховного Архиєпископства Української Греко-Католицької Церкви. У засіданні взяли участь усі українські греко-католицькі єпископи, які діють на території України та Апостольський адміністратор Бучацької єпархії УГКЦ. Значну частину робочого часу учасники наради уділили організаційним питанням щодо проведення виборчого Синоду та урочистого введення на престол (інтронізації) нового Глави Церкви.

## Обговорення зміни Предстоятеля УГКЦ у ЗМІ
Тема відставки кардинала Гузара і підготовки до виборчого Синоду доволі широко висвітлювалася українськими ЗМІ. Багато провідних видань відразу після відставки помістили інтерв'ю з Любомиром Гузаром, обширні статті-коментарі до події. Деякі видання, коментуючи підготовку до виборчого Синоду, подали свої прогнози щодо найбільш імовірних, на їхню думку, кандидатів на посаду Верховного Архієпископа. Значну увагу засоби масової інформації приділили також результатам вибору. Церемонію інтронізації нового Верховного Архієпископа в прямому ефірі транслювали два українські телеканали: 5 канал і ТВі.

## Повний склад Синоду Єпископів УГКЦ (березень 2011)
| Прізвище та ім'я, приналежність до чернечого інституту | Дата народження | Дата ієрейського рукоположення | Дата єпископської хіротонії | Основна посада і титул |
| ------------------------------------------------------ | --------------- | ------------------------------ | --------------------------- | --- |
| Возьняк Ігор, ЧНІ                                      | 1952-08-03      | 1980-11-23                     | 2002-02-17                  | Адміністратор УГКЦ, Архієпископ Львівський |
| Сорока Стефан                                          | 1951-11-13      | 1982-06-13                     | 1996-06-13                  | Митрополит Філадельфійський |
| Гуцуляк Лаврентій, ЧСВВ                                | 1951-01-25      | 1977-08-28                     | 1997-04-03                  | Митрополит Вінніпезький |
| Мартиняк Іван                                          | 1939-06-20      | 1964-06-29                     | 1989-09-16                  | Митрополит Перемисько-Варшавський |
| Війтишин Володимир                                     | 1959-11-09      | 1982-05-27                     | 2003-07-15                  | Єпископ Івано-Франківський |
| Семенюк Василь                                         | 1949-07-02      | 1974-12-22                     | 2004-04-03                  | Єпископ Тернопільсько-Зборівський |
| Вороновський Юліан, студит                             | 1936-05-05      | 1968-10-27                     | 1986-09-30                  | Єпископ Самбірсько-Дрогобицький |
| Колтун Михайло, ЧНІ                                    | 1949-03-29      | 1981-12-13                     | 1993-09-19                  | Єпископ Сокальсько-Жовківський |
| Сімкайло Микола                                        | 1952-11-21      | 1974-05-15                     | 2005-07-12                  | Єпископ Коломийсько-Чернівецький |
| Ґбур Юліан, вербіст                                    | 1942-11-14      | 1970-06-21                     | 1994-07-07                  | Єпископ Стрийський |
| Хомницький Павло, ЧСВВ                                 | 1954-05-19      | 1988-10-01                     | 2002-06-11                  | Єпископ Стемфордський |
| Семінак Ричард                                         | 1942-03-03      | 1967-05-25                     | 2003-06-04                  | Єпископ Чиказький |
| Мотюк Давид                                            | 1962-01-13      | 1988-08-21                     | 2002-06-11                  | Єпископ Едмонтонський |
| Байда Браєн, ЧНІ                                       | 1961-08-21      | 1987-05-30                     | 2008-06-27                  | Єпископ Саскатунський |
| Хміляр Стефан                                          | 1945-05-24      | 1972-06-11                     | 2003-07-23                  | Єпископ Торонтський |
| Новаківський Кен                                       | 1958-05-16      | 1989-08-19                     | 2007-07-24                  | Єпископ Нью-Вестмінстерський |
| Ющак Володимир, ЧСВВ                                   | 1957-07-19      | 1983-05-28                     | 1999-06-19                  | Єпископ Вроцлавсько-Ґданський |
| Ковбич Володимир, ЧСВВ                                 | 1953-03-27      | 1981-12-06                     | 2004-03-21                  | Єпископ Куритибський |
| Стасюк Петро, ЧНІ                                      | 1943-07-16      | 1967-07-02                     | 1993-03-09                  | Єпископ Мельбурнський |
| Дзюрах Богдан, ЧНІ                                     | 1967-03-20      | 1991-03-17                     | 2006-02-15                  | Єпископ курії Верховного Архієпископа, титулярний єпископ Ваґади                                                                                |
| Меньок Степан, ЧНІ                                     | 1949-08-19      | 1981-07-08                     | 2002-02-15                  | Верховноархієпископський екзарх Донецько-Харківський, титулярний єпископ Акарассо                                                               |
| Івасюк Василь                                          | 1960-01-21      | 1989-08-16                     | 2003-09-28                  | Верховноархієпископський екзарх Одесько-Кримський, титулярний єпископ Бенди                                                                     |
| Говера Йосафат                                         | 1963-09-12      | 1990-05-30                     | 2008-04-07                  | Верховноархієпископський екзарх Луцький, титулярний єпископ Цезаріани                                                                           |
| Гринчишин Михайло, ЧНІ                                 | 1929-02-18      | 1952-05-25                     | 1983-01-30                  | Апостольський екзарх у Франції, країнах Бенілюксу та Швейцарії, титулярний єпископ Зигрітанський                                                |
| Крик Петро                                             | 1945-04-25      | 1971-08-06                     | 2001-02-03                  | Апостольський екзарх у Німеччині і Скандинавії, титулярний єпископ Кастромартійський                                                            |
| Сеньків Тарас, Чину мінімів                            | 1960-07-03      | 1982-05-28                     | 2008-07-20                  | Апостольський адміністратор Стрийської єпархії, титулярний єпископ Сицени                                                                       |
| Лончина Гліб, студит                                   | 1954-02-23      | 1977-07-03                     | 2002-02-27                  | Апостольський адміністратор екзархату у Великій Британії, титулярний єпископ Барети                                                             |
| Шевчук Святослав                                       | 1970-03-05      | 1994-06-26                     | 2009-04-07                  | Апостольський адміністратор Буенос-Айреської єпархії, титулярний єпископ Кастри Ґальбійської                                                    |
| Бура Іван                                              | 1944-06-12      | 1971-02-14                     | 2006-02-21                  | Єпископ-помічник Філадельфійський, апостольський адміністратор Пармської єпархії, титулярний єпископ Лімізи                                     |
| Приріз Ярослав, ЧНІ                                    | 1963-03-30      | 1988-12-13                     | 2006-04-29                  | Єпископ-коад'ютор Самбірсько-Дрогобицький |
| Мілян Йосиф, студит                                    | 1956-07-06      | 1984-12-30                     | 2009-06-18                  | Єпископ-помічник Київський, титулярний єпископ Друзиліани                                                                                       |
| Алексійчук Венедикт, студит                            | 1968-01-16      | 1992-03-29                     | 2010-09-05                  | Єпископ-помічник Львівський, титулярний єпископ Ґерманіціани                                                                                    |
| Мазур Мирон, ЧСВВ                                      | 1962-02-05      | 1990-09-08                     | 2006-02-26                  | Єпископ-помічник Куритибський, титулярний єпископ Симітту                                                                                       |
| Козлинський Даниїл                                     | 1952-02-18      | 1980-02-10                     | 2007-09-16                  | Єпископ-помічник Куритибський, титулярний єпископ Еміненціани                                                                                   |
| Ляхович Діонісій, ЧСВВ                                 | 1946-07-02      | 1972-12-08                     | 2006-02-26                  | Апостольський візитатор для українців в Італії та Іспанії, титулярний єпископ Еґнатії                                                           |
| Білик Іриней, ЧСВВ                                     | 1950-01-02      | 1978-10-14                     | 1989-08-15                  | Канонік папської базиліки Санта Марія Маджоре, єпископ-емерит Бучацький                                                                         |
| Медвіт Василій, ЧСВВ                                   | 1949-07-23      | 1984-05-31                     | 1994-07-12                  | Єпископ-помічник Донецько-Харківського екзархату, титулярний єпископ Адріане                                                                    |
| Гузар Любомир, студит                                  | 1933-02-26      | 1958-03-30                     | 1977-04-02                  | Верховний Архієпископ-емерит Києво-Галицький |
| Сулик Стефан                                           | 1924-10-02      | 1952-06-14                     | 1981-03-01                  | Митрополит-емерит Філадельфійський |
| Бздель Михайло, ЧНІ                                    | 1930-07-21      | 1954-07-07                     | 1993-03-09                  | Митрополит-емерит Вінніпезький |
| Мудрий Софрон, ЧСВВ                                    | 1923-11-27      | 1958-12-25                     | 1996-05-12                  | Єпископ-емерит Івано-Франківський |
| Лотоцький Інокентій, ЧСВВ                              | 1915-11-03      | 1940-11-24                     | 1981-03-01                  | Єпископ-емерит Чиказький |
| Лостен Василь                                          | 1930-05-11      | 1957-06-10                     | 1971-05-25                  | Єпископ-емерит Стемфордський |
| Москаль Роберт                                         | 1937-10-24      | 1963-03-25                     | 1981-10-13                  | Єпископ-емерит Пармський |
| Пасічний Корнилій, ЧСВВ                                | 1927-03-27      | 1953-07-05                     | 1996-01-17                  | Єпископ-емерит Торонтський |
| Вівчар Михайло, ЧНІ                                    | 1932-05-09      | 1959-06-28                     | 1993-09-28                  | Єпископ-емерит Саскатунський |
| Якимишин Северіян, ЧСВВ                                | 1930-04-22      | 1955-05-19                     | 1995-03-25                  | Єпископ-емерит Нью-Вестмінстерський |
| Кривий Єфрем, ЧСВВ                                     | 1928-12-12      | 1951-11-12                     | 1972-02-13                  | Єпископ-емерит Куритибський |
| Сапеляк Андрій, СДБ                                    | 1919-12-13      | 1949-06-29                     | 1961-10-15                  | Єпископ-емерит Буенос-Айреський |
| Микицей Михайло, оріоніст                              | 1934-10-17      | 1963-04-21                     | 1990-10-14                  | Єпископ-емерит Буенос-Айреський |
| Даниляк Роман                                          | 1930-12-29      | 1957-10-13                     | 1993-03-25                  | колишній Апостольський адміністратор Торонтської єпархії, канонік папської базиліки Санта Марія Маджоре, титулярний єпископ Ниси Кападокійської |
| о. Григорак Дмитро, ЧСВВ                               | 1956-01-01      | 1992-10-25                     | -----------                 | Апостольський адміністратор Бучацької єпархії                                                                                                   |

## Хід виборчого Синоду Єпископів УГКЦ 2011

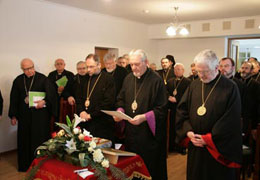
Найстарший за хіротонією член виборчого Синоду єпископ Василь Лостен від імені всіх членів Синоду зачитує присягу

Єпископи УГКЦ почали прибувати до Львова для участі в виборчому Синоді 18 березня 2011 року.
20 березня 2011 року, в рамках підготовки до Виборчого Синоду Єпископів Української Греко-Католицької Церкви, в соборі святого Юра у Львові було відслужено Архієрейську Божественну Літургію, з якої розпочався день молитви і духовної застанови перед виборами. У Літургії, яку очолив Адміністратор УГКЦ архієпископ Ігор Возьняк, взяли участь усі єпископи УГКЦ з України та з-за кордону, які беруть участь у роботі Синоду. Проповідь виголосив о. д-р Борис Ґудзяк, ректор Українського католицького університету, який призначений провідником дня духовної застанови і молитви. Після Літургії єпископи ще помолилися у крипті собору святого Юра, де поховані три провідники УГКЦ XX століття: митрополит Андрей Шептицький, Верховні Архієпископи Йосиф Сліпий та Мирослав Іван Любачівський.
Виборчий Синод розпочав свою роботу в понеділок, 21 березня 2011 року у Брюховичах. У роботі виборчого Синоду, на якому головував Адміністратор УГКЦ архієпископ Ігор Возьняк, взяло участь 40 єпископів УГКЦ з України та з-за кордону (Польщі, Німеччини, Франції, Італії, Англії, США, Канади, Бразилії, Аргентини та Австралії). Всі діючі єпископи, які згідно з правом були зобов'язані прибути на Синод, взяли в ньому участь. Окрім цього, було 5 єпископів-емеритів. Відсутніми були 11 членів Синоду.
Передусім було урочисто прочитано Декрет про скликання Синоду Єпископів УГКЦ. Тоді робота Синоду розпочалася із Молебню до Святого Духа. На Молебні до присутніх єпископів звернувся архієпископ Ігор Возьняк з коротким словом. На завершення молитви старший за єпископською хіротонією серед присутніх на Синоді владика Василь Лостен від імені всіх членів Синоду і технічного персоналу прочитав урочисту присягу про нерозголошення таємниці.
Відтак було урочисто внесену книгу Євангелія до залу засідань. Після цього розпочалася перша сесія Синоду. Під час неї відбулося перше голосування. Упродовж усіх днів роботи виборчого Синоду його учасники залишалися в Реколекційному центрі, не приймали відвідувачів і не спілкувалися із зовнішнім світом.
Голосування відбувалося за наперед прийнятою і затвердженою процедурою та регламентом, відповідно до норм Кодексу канонів Східних Церков та Партикулярного права УГКЦ.
Синодальні засідання супроводжувала особиста і спільна молитва членів Синоду. День єпископи розпочинали із відправи Утрені та Першого часу. Перед обідом усі молилися Шостий час, перед вечерею — Вечірню, а у середу і п'ятницю — Літургію Напередосвячених Дарів. На завершення ранішнього богослужіння заздалегідь визначені владики виголошували духовне повчання.
У перших два дні роботи виборчого Синоду єпископам не вдалося вибрати нового Главу УГКЦ.
Четвертий день Синоду, 24 березня 2011 року, учасники Синоду розпочали з молитви за упокій душі члена Синоду Юліана Ґбура, єпископа Стрийського, який не брав участі в Синоді за станом здоров'я і помер вранці, 24 березня, о 5:15 київського часу.
24 березня після обіду деякі засоби масової інформації повідомили, що нового Главу УГКЦ обрано і ним став єпископ Святослав Шевчук, апостольський адміністратор Буенос-Айреської єпархії Покрова Пресвятої Богородиці, наймолодший за віком єпископ УГКЦ.
25 березня, о 13:00 київського часу, прес-служба Святого Престолу офіційно повідомила, що Папа Римський Бенедикт XVI затвердив вибір Синоду Єпископів УГКЦ. Новим Верховним Архієпископом Києво-Галицьким і Главою УГКЦ став єпископ Святослав Шевчук. Вибір відбувся 23 березня, у третій день виборчого Синоду.
Після затвердження виборів обраний Глава УГКЦ склав перед Синодом Єпископів визнання віри та обітницю вірно виконувати свій уряд.
27 березня 2011 року в Патріаршому соборі Воскресіння Христового в Києві відбулася урочиста інтронізація новообраного Верховного Архієпископа Києво-Галицького, у якій взяли участь близько 60 ієрархів УГКЦ та інших східних католицьких Церков, представники Апостольського Престолу, Європейської Єпископської Конференції, ієрархи Римо-Католицької Церкви в Україні, УПЦ МП, УПЦ КП, УАПЦ, члени Всеукраїнської ради Церков і релігійних організацій. Були присутні, зокрема, патріарх Мелхітської Греко-Католицької Церкви Григорій III (Лагам) з кількома іншими єпископами Мелхітської Церкви, предстоятель Словацької Греко-Католицької Церкви митрополит Пряшівський Ян Баб'як, представники Святого Престолу архієпископи Циріл Васіль та Іван Юркович, митрополит Львівський РКЦ Мечислав Мокшицький та інші єпископи РКЦ, Патріарх Київський і всієї Русі Філарет (Денисенко), єпископ Васильківський Євстратій (Зоря) (УПЦ КП), єпископ Макарівський, вікарій Київської митрополії УПЦ МП Іларій (Шишковський), єпископ Вишгородський, вікарій Київської єпархії УАПЦ Володимир (Черпак), представники державної влади, посли іноземних держав в Україні. З уведенням на престол нового Глави УГКЦ усіх греко-католиків привітав Президент України Віктор Янукович.
Інтронізацією офіційно завершився виборчий Синод Єпископів УГКЦ 2011 року.